# アルムナイ
アルムナイ（またはアラムナイ、ラテン語: alumni）とは、当初は教育機関の卒業生を指す言葉であったが、転じて企業の退職者を指す言葉としても用いられる。

## 概説
卒業生・退職者ネットワーク（アルムナイネットワーク）、退職者再雇用（アルムナイ採用）、その他卒業生・アルムナイにまつわる取り組み（アルムナイ制度）を略してアルムナイと表現している事例もあるが、本項ではアルムナイは卒業生あるいは退職者等の人そのものを指すものとして取り扱う。
アルムナイネットワーク、アルムナイ採用、アルムナイ制度等は下記参照。
OB・OGとも称されるが、ダイバーシティの観点から性差を別するOG(old girl)、OB(old boy)を避けジェンダーレスな表現であるアルムナイを使用するケースも増えている。

### alumni
アルムナイ (alumni) はラテン語で母校を意味するアルマ・マーテル(alma mater)の形容詞形が語源となっており、ラテン語の語形変化のルールに従うと「数」と「性別」により単語が変化し、「alumnus、alumni、alumna、alumnae」の4つがあるが、ジェンダーレスな表現として用いる場合はアルムナイ(alumni)が欧米においても一般的である。

## アルムナイの分類
大別して以下の2つがある。

### 教育機関の卒業生としてのアルムナイ
大学などの教育機関の課程を修了した人のこと。

### 企業退職者としてのアルムナイ
企業から退職をした人のこと。
定年退職者と区別し、中途退職者を指す言葉として用いられる場合も多い。

## アルムナイネットワーク
本項では企業や組織の退職者ネットワークとしてのアルムナイネットワークについて詳述する。教育機関の卒業生ネットワークとしてのアルムナイネットワークは「同窓会」を参照のこと。
日本における、企業退職者ネットワークとしてのアルムナイネットワーク（以降アルムナイネットワーク）は、過去、リクルートや外資系企業のアクセンチュアなどのように人材の流動性の高い企業に限定して導入されてきた。しかし、近年の終身雇用崩壊。の可能性の高まりや、転職の活発化などの就労環境の変化を背景とし、企業・アルムナイ・社員への利点の多さが評価され、日本企業に拡大が進んでいる。
広義では定年退職者の集まりも含まれるが、人事領域の用語として用いられる場合は、中途退職者あるいは退職後もビジネスを継続しているアルムナイのネットワークを意味する場合が多い。

### アルムナイネットワークの分類

#### 自主組織としてのアルムナイネットワーク
アルムナイが自主的に運営しているアルムナイネットワーク。リクルートのアルムナイが結成した「元リク会」などが有名。
自主組織であるため、同一企業で複数のアルムナイネットワークが存在する場合もある。一例として、ソニーの場合、退職後他社で幹部社員として活躍しているアルムナイの「SOBAの会」、退職後起業したアルムナイの「SOMENの会」、現役で働いているアルムナイが参加可能な「SONYアルムナイ」など複数のアルムナイネットワークが存在する。

#### 企業公式組織としてのアルムナイネットワーク
企業が運営しているアルムナイネットワーク。電通などが有名。
また、アクセンチュアのように、企業公式アルムナイネットワークと自主組織のアルムナイネットワークの双方が存在する場合もある

#### その他のアルムナイネットワーク
その他として、企業社員が有志として非公式にアルムナイと繋がるためにアルムナイネットワークを形成する事例などがある。エン・ジャパンの2018年調査では、一度退職した従業員を再雇用したことがある企業は72%であるのに対し、一度退職した従業員を再雇用する制度を設けている企業は8%にとどまり、非公式なネットワークが再雇用に大きな役割を果たしていることが示されている。

### アルムナイネットワークの運用形態
アルムナイネットワークの運用形態は、以前はメーリングリスト、名簿などが主体であったが、近年はFacebookやLinkedInなどのSNSグループに加え専用SaaS等での運用も増えつつある。

### アルムナイネットワークの利点
アルムナイネットワークの増加の背景として、以下のようなアルムナイ・企業の双方の利点がある。

#### 企業の利点

##### 再雇用
アルムナイネットワークを通じて関係を構築した上での直接採用となるため、獲得コストが抑えられるほか、在籍経験により育成コストも抑えることが出来る。また、在籍経験により企業風土などのミスマッチリスクを抑えることもできる。
近年、新規方針の転換などを背景として、知の探索のための異能人材・越境人材の獲得として、他分野を経験したアルムナイの再雇用に着目する企業も増えている。
アルムナイネットワークと併せて、再雇用制度などを整備している企業も多い。
カムバック採用、アルムナイ採用、再入社ともいう。

##### 副業・業務委託
近年の副業解禁・多様な働き方を背景として、副業・業務委託などの形でアルムナイに業務を依頼。在籍経験によりアルムナイのスキルを把握しているほか、アルムナイ側も企業が求める成果水準を理解している利点がある。

##### 採用ブランディング
転職の一般化を受け退職後のキャリアを念頭に置いて入社企業を決める候補者が増えていることを背景に採用ブランディングに活用する事例も増えている。具体的な事例として以下のような事例がある。
- 自社アルムナイの退職後のキャリアを可視化することにより、自社経験が退職後のキャリアに有利であることを発信することで採用ブランディングにつなげる。
- 退職後も在籍企業と関係構築を継続できることを訴求することで、将来的な起業志向・人脈志向の人材に対する採用ブランディングにつなげる。
- 退職者を起点として外部人脈を形成できることを訴求することで、人脈志向の人材に対する採用ブランディングにつなげる。

また、これらの具体的な施策として以下のようなものが挙げられる。
- アルムナイとの対談記事を、採用ホームページ等に掲載する。
- アルムナイが登壇する採用イベントや、採用ワークショップを実施する。

##### 職場課題把握
退職し心理的安全性が担保されているアルムナイに、職場課題をヒアリングすることで、社員から聞き出せない忖度のない課題把握ができる利点がある。

##### 社員のエンゲージメント向上
アルムナイの活躍を見たり、アルムナイから自社での経験が活きているエピソードを聞くことで、社員の自社で働くことの自信度が高まり、エンゲージメントが向上する利点がある。
具体的な施策として、アルムナイが、在籍企業での経験が活きている点、過去を振り返り在籍時にどのようなことを意識すべきだったかを語る、社員向け登壇イベントなどがある。

#### アルムナイの利点

##### 人脈形成
同じ企業で働いていたことを背景に、能力や価値観に対する信頼感が担保されている人脈としての利点がある。この人脈を通じた、情報交換や相談等を行うことができる。
また、面識の全くない人間よりは心理的抵抗感が比較的少ないアルムナイとの人脈形成を、人脈形成のファーストステップとする事例もある。

##### 元企業への再入社
企業文化などを把握しているため、ミスマッチの起こりにくい転職が出来る利点がある。

##### 案件発注・獲得
アルムナイネットワークを通じて、在籍していた企業あるいはアルムナイから副業、業務いただくなどの案件を発注・獲得することが出来る利点がある。

##### 情報交換
同じ会社に在籍していたことから、同業界、類似した業界、客先・調達元などの川上・川下の業界にアルムナイがいることがあり、かつ共通の知識・意識・能力を共有していることから網羅的かつ共通認識に基づいた情報交換が出来る利点がある。